# Rich Men North of Richmond
«Rich Men North of Richmond» («Богатые люди к северу от Ричмонда») — песня американского кантри-фолк-певца Оливера Энтони, вышедшая 7 августа 2023 года. Песня в одночасье стала вирусным хитом, завоевав популярность в социальных сетях, и была названа «гимном рабочих-синих воротничков» и «гимном правых политиков».
Песня вызвала горячие обсуждение в обществе и СМИ, и даже на предвыборных президентских республиканских дебатах 23 августа 2023 года первым вопросом стал «Почему эта песня вызывает такой ажиотаж?». Соведущий дебатов Брет Байер заявил, что телеканал Fox News связался с Энтони до начала дебатов и получил разрешение на исполнение песни.
Песня заняла первое место в кантри-чарте iTunes (откуда сместила такую же протестную песню «Try That in a Small Town» Джейсона Олдина), а 26 августа она дебютировала на первом месте главного американского хит-парада Billboard Hot 100.

## История и содержание
Энтони, родившийся в Вирджинии и работавший на заводе в Северной Каролине и, по его словам, трудившийся по 12 часов в неделю, начал серьезно относиться к написанию музыки в 2021 году. По его словам, он «начал получать сообщения от людей, которые говорили, как сильно музыка помогает им справиться с жизненными трудностями», и это дало ему цель. «Это дало мне ощущение, что я не просто трачу время впустую». Летом 2023 года музыкальный канал Западной Вирджинии RadioWV попросил его записать песню для своего музыкального аккаунта на YouTube, и в результате получилась песня «Rich Men North of Richmond». Запись сделал Дрейвен Риффе из RadioWV.
Настоящее имя Оливера Christopher Anthony Lunsford, а сценическое имя дано в честь его дедушки, Oliver Anthony.
Впервые песня была выложена на YouTube 7 августа 2023 года, и за первые три дня видео набрало более 5 млн просмотров.
В видеоролике, посвященном написанию своих песен, Энтони заявил, что его тексты пытаются говорить от имени рабочего класса и что он стремится быть «голосом для этих людей», отмечая, что «чем бы они ни занимались, они не могут добиться успеха».
В тексте песни затрагиваются такие распространенные тезисы правых сил, как инфляция («доллар не дерьмо»), высокие налоги («обложили налогами до нитки»), торговля детьми («несовершеннолетние на острове») и злоупотребление социальным обеспечением («и тучные дойки на пособии»). Упоминание о том, что политики «присматривают за несовершеннолетними на каком-то острове», привело к предположению, что Энтони ссылается на теорию заговора QAnon, в основе которой лежит убеждение, что политики и голливудская элита занимаются секс-торговлей детьми и другими видами жестокого обращения с ними.
Песня Оливера Энтони «Rich Men North of Richmond», уроженца штата Вирджиния, представляет собой задорную, душевную блюграсс-песню, в которой рассказывается о разочаровании «синего воротничка», которому надоело руководство в Вашингтоне.
Конор Мюррей из Forbes отметил, что Энтони порицает правительство за целый ряд социальных проблем, включая «беспредельное налогообложение», высокий уровень самоубийств среди молодых людей и «ожирение получателей пособий». Несмотря на то, что песня получила широкую поддержку правого крыла, Энтони в своем видеоролике на YouTube заявил, что в политическом отношении он «находится в тупике» и не согласен ни с консерваторами, ни с либералами по тем или иным вопросам.

## Отзывы
Они живут в новом мире со старой душой...

Эти богачи к северу от Ричмонда

Боже, они мечтают о полном контроле

Они хотят знать, о чем ты думаешь, что делаешь

Всем политикам стоит вспомнить о шахтерах

А не только о несовершеннолетних на каком-нибудь острове

Боже, у нас люди живут на улицах, им нечего есть

А сытые упиваются достатком...

Из-за богачей к северу от Ричмонда
Песня пользуется популярностью среди консерваторов и ультраправых аналитиков. Различные комментаторы назвали песню «гимном» правого крыла, консерваторов или рабочих «синих воротничков», и просто любого человека.
Песня получила похвалу от члена Палаты представителей американского республиканского политика Марджори Тейлор Грин, кантри-певца Джона Рича, подкастера Джо Рогана, консервативных комментаторов Дэна Бонгино и Мэтта Уолша. Музыкант и комментатор Уинстон Маршалл высоко оценил эту песню в статье для The Spectator как «сырую оригинальную мелодию… которая обличает власть имущих в Вашингтоне, элитных педофилов и бедственное положение простых работающих американцев», которая «как национальная гитара нашла отклик у изголодавшихся по музыке американцев, жаждущих чего-то подлинного». Не все, кто поддержал песню, были правыми: сенатор-демократ Крис Мерфи написал, что «прогрессистам стоит послушать это», предположив, что вопросы, затронутые в песне, — это «все проблемы, которые левые решают лучше, чем правые».
В противоположность этому консервативный редактор National Review Марк Антонио Райт раскритиковал текст песни, заявив, что «если вы здоровый, трудоспособный мужчина и работаете „сверхурочно за дерьмовую зарплату“, то вам нужно найти новую работу».
Автор Rolling Stone Джозеф Худак, охарактеризовав песню как «страстный выпад против положения дел в стране», также считает, что Энтони углубляется в «тезисы эпохи Рейгана о социальном обеспечении». Джей Каспиан Канг написал в The New Yorker, что «в зависимости от вашей политики, [Энтони] — это либо голос, посланный с небес, чтобы выразить гнев белого рабочего класса, либо полностью сконструированное вирусное создание, прибывшее, чтобы выплеснуть негодование с густой фолк-лакировкой американы».
Документалист Мэтта Уолша из Daily Wire назвал «Rich Men North of Richmond» «песней протеста нашего поколения». «Главная причина, по которой эта песня нашла отклик у многих людей, не политическая. Это потому, что песня сырая и подлинная. Мы задыхаемся от искусственности», — написал Уолш в Твиттере. «Живу в новом мире / Со старой душой», — поёт Энтони.
Консервативный обозреватель Бен Шапиро высоко оценил песню, назвав её «криком многих людей в США», которые считают, что «слишком много людей держат руку в их кармане, особенно элиты в федеральном правительстве».
Песню сравнивают с «Try That in a Small Town» Джейсона Олдина, популярной среди консерваторов кантри-песней, которая ранее занимала первое место в кантри-чарте iTunes, пока не была вытеснена «Rich Men North of Richmond». Эмма Китс написала в журнале The A.V. Club, что тексты песен Энтони «не такие откровенно угрожающие», как в сингле Олдина, но «в целом они все ещё основаны на ряде регрессивных и грубых стереотипов, которые проникают в мейнстримную музыку пугающим образом». Некоторые критиковали песню за строчку о «тучных дойках» («the obese milkin' welfare»), называя её «фэтфобией» и утверждая, что она опирается на негативные стереотипы о получателях социального пособия.
Хьюстон Кин из New York Post назвал песню новым политическим гимном «синих воротничков». Сингл очень близко затронул многих пользователей сети: «Я 39-летний ветеран войны в Ираке и работник строительной компании, борюсь, как собака, чтобы заботиться о двух детях и вести хозяйство, когда я работаю по 11 часов в день», — написал один из слушателей. «Это так сильно задело меня сегодня, что мне пришлось остановить свой старенький Peterbilt и прослезиться». «Проповедуй, брат», — добавил он.
Неожиданный рост популярности песни был назван «практически неслыханным для новичка» и вызвал обвинения в том, что Энтони — «продукт индустрии», которого «тайно поддерживают богатые и влиятельные инсайдеры», и подозрения в «астротурфинге». Variety, однако, не обнаружил признаков того, что эти обвинения справедливы. Журналист Майк Ротшильд утверждает, что, появившись после фильма «Звук свободы» и песни Джейсона Олдина «Try That in a Small Town», эта песня стала важным свидетельством того, что «ультраправые завоёвывают позиции в мире поп-культуры», где ранее доминировали «левые личности и ценности».
На песню откликнулся и британский певец Билли Брэгг, написавший песню под названием «Rich Men Earning North of a Million» (Богатые люди, зарабатывающие больше миллиона), текст которой призывает к организации труда.

## Коммерческий успех
К 15 августу 2023 года песня занимала 1-е место в чарте iTunes, 1-е место в чарте ежедневных потоков Apple Music и 3-е место в чарте ежедневных потоков Spotify в США, а несколько других песен Энтони, включая «Ain’t Gotta Dollar» и «I’ve Got to Get Sober», также входили в первую тройку чарта iTunes. По прогнозам, должна дебютировать на первом месте в Billboard Hot 100.
Песня «Rich Men North of Richmond» дебютировала на первом месте в хит-параде Billboard Hot 100 от 26 августа 2023 года. В результате он стал первым артистом в истории, когда-либо занимавшим первое место в чарте без наличия каких-либо предварительных треков в любом хит-параде Billboard. Он стал шестым артистом в истории, дебютировавшим с сольным хитом на первом месте в Hot 100 после Зейна, Baauer, Кэрри Андервуд, Fantasia и Клэя Эйкена (но они все уже «засветились» ранее в чартах). Песня также стала первым лидером Hot 100, полностью написанным и исполненным солистом, с тех пор как песня Эда Ширана «Perfect» провела последнюю из шести недель на первом месте в январе 2018 года. Песня одновременно возглавила чарт «Hot Country Songs». 2023 год стал первым годом с 1975 года, когда в чартах Hot 100 и Hot Country Songs будет не менее трех общих лидеров. Он также стал третьим неподписанным (без контракта с каким-либо лейблом) исполнителем, чей сингл занял первое место в этом чарте, после певицы Лизы Лоб («Stay (I Missed You)»; 1994) и дуэта Маклемора и Райна Льюиса («Can’t Hold Us» и «Thrift Shop»; 2013).
Песня осталась на первом месте в чартах Hot 100, Hot Country Songs и Digital Songs на вторую неделю, при этом количество скачиваний снизилось на 20 % до 117 000, а потоковое воспроизведение выросло на 31 % до 22,9 млн и трек возглавил Streaming Songs. Количество прослушиваний на радио увеличилось на 310 % и составило 2,3 млн показов, несмотря на то, что песня не продвигалась на радио.

## Чарты
| Чарт (2023—2024)                    | Высшая позиция |
| ----------------------------------- | -------------- |
| Австралия (ARIA)                    | 14             |
| Канада (Billboard Canadian Hot 100) | 3              |
| Мир (Global 200, Billboard)         | 2              |
| Ирландия (IRMA)                     | 10             |
| Новая Зеландия (RMNZ)               | 14             |
| Великобритания (OCC UK Singles)     | 23             |
| Великобритания (OCC UK Indie)       | 5              |
| США (Billboard Hot 100) ·           | 1              |
| США (Billboard Country Airplay) ·   | 40             |
| США (Hot Country Songs, Billboard)  | 1              |

| Чарт (2023)                        | Позиция |
| ---------------------------------- | ------- |
| Канада (Canadian Hot 100)          | 70      |
| США (Billboard Hot 100)            | 78      |
| США (Hot Country Songs, Billboard) | 26      |

| Чарт (2024)                       | Позиция |
| --------------------------------- | ------- |
| США Hot Country Songs (Billboard) | 71      |

## Сертификации
| Регион                                                                      | Сертификация | Продажи |
| --------------------------------------------------------------------------- | ------------ | ------- |
| Великобритания (BPI)                                                        | Серебряный   | 200 000 |
| Данные о продажах + прослушиваниях приведены только на основе сертификации. |              |         |

### Комментарии
1. 1 2  «Богатые люди к северу от Ричмонда» — к северу от упомянутого в названии города Ричмонда (столицы штата Виргиния и бывшей столицы Конфедеративных Штатов Америки) находится город Вашингтон.
2. ↑  Настоящее его имя Christopher Anthony Lunsford, а сценическое имя дано в честь его дедушки, Oliver Anthony или уточняюще Oliver Anthony Music[1].
3. ↑  23 августа 2023 года в предвыборных президентских республиканских дебатах приняли участие 8 известных политиков США: губернатор Флориды Рон ДеСантис, бывший губернатор Арканзаса Аса Хатчинсон, бывший губернатор Нью-Джерси Крис Кристи, бывший вице-президент США Майк Пенс, предприниматель и писатель Вивек Рамасвами, бывший губернатор Южной Каролины и посол ООН Никки Хейли, сенатор от Южной Каролины Тим Скотт и губернатор Северной Дакоты Дуг Бёргам[5].
4. 1 2  «несовершеннолетние на острове» — это явная ссылка на оффшорное пристанище, где осужденный за сексуальные преступления с детьми американский финансист Джеффри Эпштейн принимал некоторых влиятельных лиц[13].